# Jan Berwid-Buquoy
Jan Berwid-Buquoy (narozen jako Jan Kopecký; * 26. března 1946 Praha) je český a německý politolog a autor literatury faktu. Od roku 2000 je prezidentem Českého Institutu Mezinárodního setkání (ČIMS), sídlícím na zámku v Táboře-Měšicích. Do roku 1975 používal jméno Kopecký.

## Životopis

### Dětství
Dětství do svých deseti let trávil převážně v Rozkoši u Kutné Hory u svého dědečka, Adolfa Bervidy. V nedalekém Miletíně chodil do místní jednotřídky. Po komunistickém převratu se musel totiž Adolf vystěhovat se svou sudetoněmeckou manželkou (rozenou Grimmovou) z Prahy, coby „nežádoucí reakcionář“, a ani malý Jan nesměl v Praze chodit do školy.[zdroj⁠?!]
Důvodem byla emigrace Adolfova bratra, leteckého odborníka Ing. Jana Bervidy, do USA. Teprve po odsouzení stalinismu v roce 1956 se desetiletý Jan vrátil do Prahy, a nastoupil do páté třídy na Starém Městě v Masné ulici 13.[zdroj⁠?!]
Povinnou školní docházku ukončil roku 1960. Již v té době za podpory třídního učitele, Jiřího Zahradníčka, psal samizdatové rodokapsy. Za tisk a rozšiřování brakové literatury byli i s třídním učitelem posléze zatčeni a předvedeni na okrsek VB. Protože nešlo o politickou literaturu, aféra skončila pouze nadáváním a výhrůžkami. Jednalo se o tři sešity: „V ráji bubinčáků“, „Když se rozplynul kouř“ a „Volání prérie“.[zdroj⁠?!]

### Mládí
Protože nebyl přijat na lesní průmyslovku, začal se roku 1960 učit v podniku Lucerna-Barrandov kuchařem.[zdroj⁠?!]
V té době se stal volným spolupracovníkem satirického časopisu Dikobraz a pod vedením redaktora Dr. Eduarda Littmana napsal řadu aforismů, anekdot a mikropovídek. V roce 1961 byl vyznamenán vedením Dikobrazu jako nejmladší spolupracovník časopisu (bylo mu teprve 14 let) od jeho založení v roce 1945.
V roce 1963 získal „čestné uznání“ od náměstka Ministerstva vnitřního obchodu jako 2. nejlepší učeň kuchař v Praze.[zdroj⁠?!]
V té době se stal současně korespondentem zahraničního vysílání československého rozhlasu (pod vedením Dr. Jarmily Pippichové). Jeho „Pražské mikroreportáže“ jsou překládány a vysílány ve francouzštině a italštině. V letech 1963–1968 napsal celkem 22 mikroreportáží.[zdroj⁠?!]
V letech 1963–1966 studoval večerně na Střední škole pro pracující v Praze – Libni, kde byl jeho třídním učitelem a vzorem básník Zdeněk Janík. V roce 1966 odmaturoval. V letech 1966–1968 studoval práva na Karlově univerzitě v Praze.[zdroj⁠?!]
V roce 1967 byl několik týdnů v Severním Irsku. Po návratu do ČSSR předložil redakci časopisu „Mladá fronta“ 60 stránek reportáží pod názvem Severoirské zápisky. Rukopis byl zkonfiskován a zakázán. Hlavním důvodem bylo, že autor označil republikánskou ilegální armádu IRA za zločineckou organizaci (nikoli za „revoluční pokrokovou sílu“, jak bylo tehdy v ČSSR zvykem), která u širokých vrstev obyvatelstva Severního Irska nemá takřka žádnou podporu. Dále tvrdil, že tzv. Irští revolucionáři byli pouze nezodpovědní dobrodruzi, kteří odtržením Irska od Velké Británie a vytvořením Irské republiky uvrhli obyvatelstvo do nepředstavitelné bídy a zastavili pokrok v této zemi na několik desítek let. Taková tvrzení byla v tehdejší ČSSR nepřípustná.[zdroj?]

### V emigraci
Po srpnu 1968 (konec pražského jara, okupace silami Varšavské smlouvy) emigroval do Vídně. V říjnu téhož roku začal se studiem sociologie a ekonomie na Univerzitě ve Vídni. Současně se stal volným spolupracovníkem vysílače Svobodná Evropa (RFE), pobočka Vídeň, pod vedením redaktora Tibora Zlochy. Mimo jiné přispíval i do emigrantského týdeníku Vídeňské svobodné listy pod vedením šéfredaktora Josefa Jonáše. Z vyplacených honorářů si financoval studium a pobyt ve Vídni.[zdroj⁠?!]
Roku 1970 odjel ke svým příbuzným do Západního Berlína, kde studoval na Berlínské Svobodné univerzitě (německy Freie Universität Berlin) politické vědy. V roce 1973 napsal svoji diplomovou práci „Die Aufgabe der Arbeiterschaft in den Krisen des kommunistischen Systems in der DDR 1953 und Polen 1956“ (Úloha dělnictva v krizích komunistických systémů – NDR 1953 a Polsko 1956). Poté práci obhájil a získal akademický titul „Diplom-Politologe“ (Dipl-Pol.), obdoba českého magistr.
V letech 1970–1975 byl volným spolupracovníkem a překladatelem západoberlínského amerického vysílače Radio In American Sector (RIAS), ale v roce 1975, pro neshody ve vyplácení výše honorářů, odešel do západoberlínského vysílače SFB (Radio Svobodný Berlín) a pod vedením redaktora Erharda Jacoba se stal volným dopisovatelem redakce Ost-West-Journal. V SFB zůstal až do března roku 1990, kdy byla redakce po pádu Berlínské zdi rozpuštěna. Erhard Jacob odešel do penze a Jan Berwid-Buquoy se stal docentem politických věd. Přednášel externě na univerzitách a vysokých školách v Německu, Rakousku, Švýcarsku a Lucembursku. Hostoval také krátce i v Londýně, Paříži, Praze a Bratislavě.[zdroj?]

### Návrat do vlasti

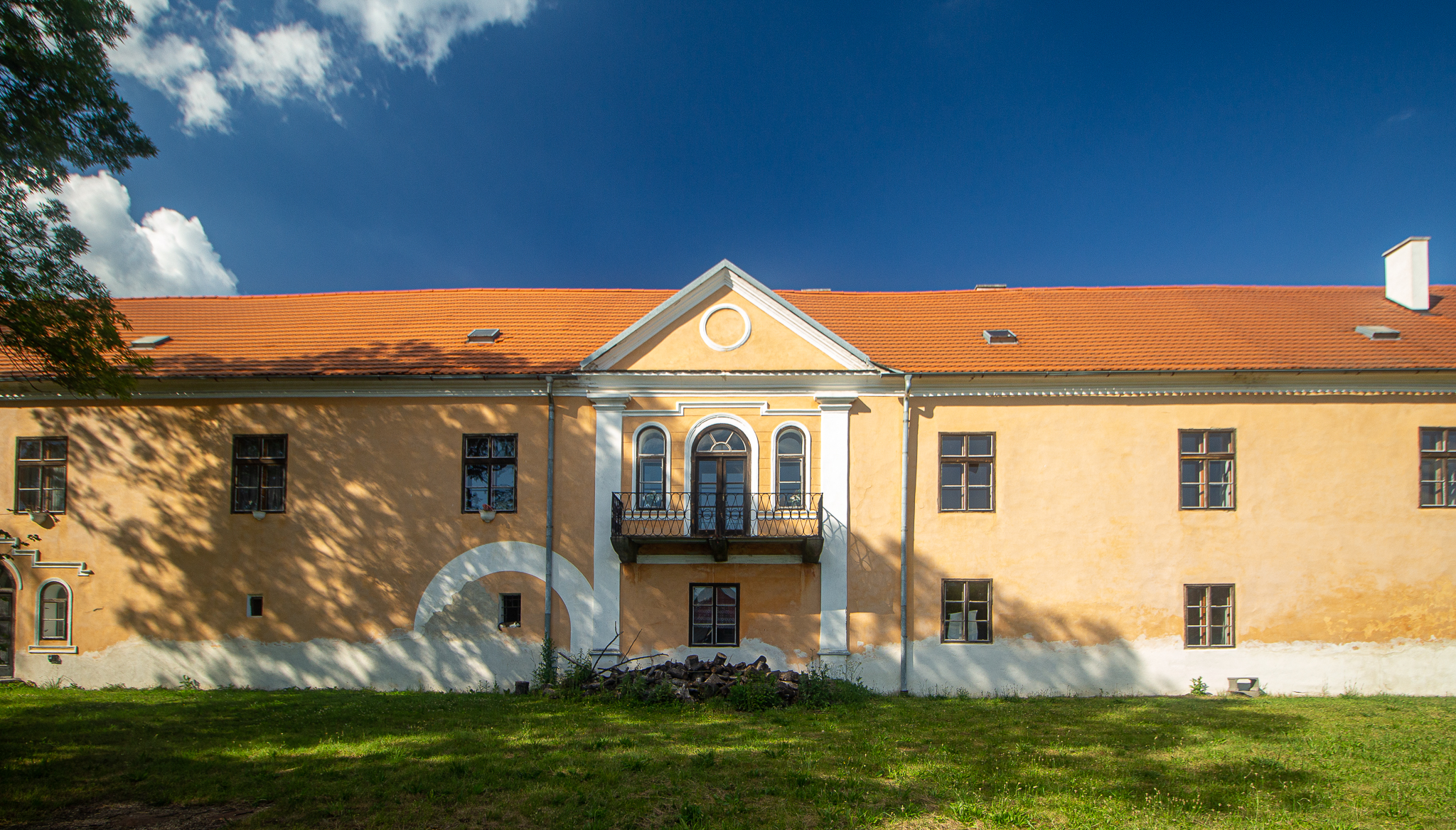
Zámeček Měšice v Táboře

V roce 1997 získal za 1 Kč barokní zámek Tábor-Měšice. Zámek byl ve velmi zuboženém stavu. Vložil 10 milionů korun do základní rekonstrukce[zdroj?] a v roce 2000 založil s osmi dalšími lidmi Český Institut Mezinárodního Setkání (ČIMS). Institut spolupracuje s Nadací Konrada Adenauera (Konrad-Adenauer-Stiftung) v Praze a Berlíně, s Nadací Ludwiga Erharda v Bonnu a Evropským parlamentem v Bruselu.

#### Politické působení
Původně byl členem ODS, z níž byl ale dle svých slov vyloučen roku 2008 kvůli své kritice Václava Klause a jeho znovuzvolení. Svoji původní stranu kritizoval s tím, že podle něho není konzervativní, ale maloměšťácká. Následně poté vstoupil do KDU-ČSL, za niž měl původně kandidovat v roce 2010 do Senátu. Za tuto stranu také neúspěšně kandidoval v letech 2010 a 2014 do zastupitelstva města Tábor.

## Literární díla (výběr)
Jan Berwid-Buquoy se zabývá výhradně literaturou faktu a doposud publikoval převážně v němčině. Názvy německých děl jsou v závorkách uváděny v češtině:
- Das Attentat auf den Stellvertretenden Reichsprotektor, Reinhard Heydrich, in den Publikationen der tschechischen Autoren. Offene Fragen (Atentát na zastupujícícho protektora, Reinharda Heydricha, v publikacích českých autorů. Otevřené otázky), ISSN 0523-8587, vydavatelství Bohemia, Mnichov 1981.
- Eishockey für jederman. Eine Sportart zwischen Vorurteilen und Wirklichkeit (Lední hokej pro každého. Sportovní odvětví mezi předsudky a skutečností). Stručné dějiny německého hokeje. Spoluautor, reprezentant SRN Lorenz Funk, ISBN 3-924933-00-6 BI-HI Verlag, Západní Berlín 1984.
- Das unbekannte Land Tschechoslowakei. Politische Feuilletons für jedemann (Neznámá země Československo. Politické fejetony pro každého), ISBN 3-924933-01-4, BI-HI Verlag, Západní Berlín 1986.
- Die Abenteuer des gar nicht so braven Humoristen Jaroslav Hašek (Osudy vůbec ne hodného humoristy Jaroslav Haška), 4. vydání, ISBN 80-238-9401-3, nakladatelství Herbia s.r.o., České Budějovice 2002. 4. vydání této knihy vyšlo za podpory Česko-německého fondu budoucnosti.
- Der Vater des deutschen Wirtschaftswunders - Ludwig Erhard, ISBN 3-924933-06-5, BI-HI Verlag, Berlín – České Budějovice 2004. Jedná se o překlad a vydání v němčině výše uvedeného titulu.
- Integration und Separation der Sudetendeutschen in der ČSR (1918 - 1920). Theorien der Nationalismen (Integrace a separace sudetských Němců v ČSR (1918 - 1920). Teorie nacionalizmů), ISBN 3-924933-08-1 (SRN) a ISBN 80-239-4433-9 (ČR), nakladatelství Herbia s.r.o., České Budějovice 2005. Disertace. Získává akademický titul Dr.rer.pol. (Doktor politických věd) na FU Berlin (lektoři: Prof.Dr. Bernd Rabehl a Prof.Dr. Helmut Wagner).
- Konrad Adenauer - Člověk a politik, dvojjazyčná publikace (čeština, němčina) v jednom svazku, spoluautor Paul B. Wink, ISBN 3-937731-97-0, Konrad-Adenauer-Stiftung e.V., Berlín 2005.
- Jaroslav Hašek a jeho "dobrý voják Švejk" - Čeští občané, rakouští vojáci anebo ruští bolševici, ISBN 978-80-904079-7-8, nakladatelství Herbia s.r.o., České Budějovice 2011.
- Aforizmy a mikropovídky, které napsal sám život...Sranda vítězí, ISBN 978-80-260-8319-1, Český Institut Mezinárodního Setkání, Tábor 2015.
- Zformovaná společnost - Tajemství blahobytu pro každého, Blahobyt pro celý svět, ISBN 978-80-88227-00-7, nakladatelství MJF, Praha 2017.